# オランダ王国
オランダ王国（オランダおうこく、オランダ語:  Koninkrijk der Nederlanden〔コーニンクレイク・デル・ネーデルランデン〕、西フリジア語: Keninkryk fan de Nederlannen、パピアメント語: Reino Hulandes）は、西ヨーロッパおよびカリブに領土を有する主権国家・立憲君主国である。王国の4つの地域であるアルバ、オランダ、キュラソー、シント・マールテンはそれぞれ国（蘭: landen）と呼ばれ、王国内のパートナーとして互いに対等な立場で王国を構成している。オランダは、カリブの3つの特別自治体を除いてヨーロッパに位置しており本土部分のみを指す場合は「ヨーロッパ・オランダ」と呼ばれる。

## 歴史
オランダ王国は1813年のナポレオン帝国の崩壊にその起源がある。この年、オランダは再び自由を得て、オラニエおよびナッサウ公ウィレムを君主としたネーデルラント公国が宣言された。南ネーデルラント（おおよそ現在のベルギーおよびルクセンブルク）との再統一は1814年に決定された。1815年3月、君主の称号がネーデルラント国王となり、王国は現在に至る。オランダ国王は、同時にドイツ連邦内の大公国でもあったネーデルラント王国の一地方の君主であるルクセンブルク大公でもあった。
1830年のベルギー独立革命で、ベルギーは王国から離脱し、オランダは1839年にロンドン条約で独立を承認した。この時点で、ルクセンブルクはネーデルラントと人的同君連合にある完全な独立国となった。この領土の損失をドイツ連邦に対して埋め合わせするため、オランダのリンブルフ地方はこれ以前にルクセンブルクがあった地位と同様にオランダおよびドイツ連邦の両方に属する公国とされた。この地位はドイツ連邦が終わる1867年に覆され、この時点でリンブルフは以前のように普通のオランダの州となったが、オランダ王は今日でもリンブルフ公の称号を有している。
1954年の行政改革の起源は1931年のウェストミンスター憲章および1941年の大西洋憲章（政府形態を選択する人民の権利、一般的安全保障のための仕組みの必要性について述べられている）にある（オランダは1942年1月1日に大西洋憲章に調印した）。変革は女王ウィルヘルミナの1942年12月7日のラジオ演説で提案された。この演説で、女王はロンドンのオランダ亡命政府を代表し、戦争集結後にオランダとその植民地との間の関係を見直したいという願いを表明した。解放後、政府は海外領土が王国の統治に対等な立場で参加できるような調停に合意するための会議を招集したいとした。当初は、この演説にはプロパガンダ目的があった。オランダ政府はオランダ領東インド（現在のインドネシア）を念頭に置いており、植民地主義に対して批判的となっていたアメリカ合衆国の世論を鎮めたいと願っていた。
インドネシアの独立後、スリナムとオランダ領アンティルの経済がオランダの経済と比較して取るに足らないため連邦構造は重すぎると考えられた。1954年の憲章では、スリナムとオランダ領アンティルはそれぞれオランダに全権公使を置くこととなった。スリナムやオランダ領アンティルに直接的に関係する王国全体に対して当てはまる事柄について、全権公使はこれについて議論がなされるオランダの閣議に参加する権利を有していた。スリナムおよびオランダ領アンティルの代表はスターテン・ヘネラールの第一および第二評議会の会合に参加することが出来た。海外領土のメンバーは適切な時は国策会議に加えることが出来た。憲章によれば、スリナムおよびオランダ領アンティルは彼らの基本法 (Staatsregeling) を改正することも許された。この2つの自治国が王国を一方的に離脱する権利は認められなかったが、協議によって解決すると憲章に明記された。
1954年のオランダ王国憲章の宣言前、スリナム、オランダ領ニューギニア、オランダ領アンティル（以前のキュラソー植民地）はオランダの植民地であった。
スリナムは1954年から1975年まで王国内の構成国であったが、オランダ領アンティルは1954年から2010年まで構成国だった。スリナムは独立共和国となり、オランダ領アンティルは構成国であるアルバ（1986年から）、キュラソーおよびシント・マールテン（2010年から）、本土オランダの特別自治体であるボネール島、サバ島、シント・ユースタティウス島に分かれた。オランダ領ニューギニアは1962年までは王国の属領であったが自治国ではなく、憲章では言及されていない。
1955年、女王ユリアナおよび王配ベルンハルトはスリナムおよびオランダ領アンティルを訪問した。この訪問は大成功を収めた。女王夫妻は地元住民によって熱狂的に歓迎され、この旅行はオランダのマスコミよって広く報道された。その他いくつかの行幸が続いて行われた。
1969年、キュラソーのアンティル島での非組織的なストライキによって深刻な騒乱や略奪が起こり、この間にウィレムスタットの歴史的な市内の一部が火事によって焼失した。秩序はオランダ海兵隊によって回復された。同年、スリナムでは深刻な政治的不安定状態となり、スリナム首相のJohan Pengelは教師のストライキを終わらせるため軍事支援を要請するとの脅しを行った。
1973年、労働党のヨープ・デン・ウイルの下、新しいオランダ内閣が発足した。政策方針で、内閣はスリナムおよびオランダ領アンティルの独立の期日をこれらの国の政府と共に決定したいと宣言した。アンティル政府は態度をはっきりさせず、スリナムのシドニー内閣も同様であった。スリナムの1973年の選挙によって国民党同盟 (Nationale Partij Kombinatie) が勝利し、ヘンク・アロンが首相となった。新政府は1976年より前に独立するという声明を発表した。選挙期間中は独立については論点となっていなかったため、これは異例のことであった。デン・ハーグのデン・ウイル政府はスリナム独立の計画を実現するための協力者をパラマリボに得た。激しく感情的なスリナム野党の抵抗にもかかわらず、デン・ウイルとアロンは合意に達し、1975年11月25日、スリナムは独立した。

## 国

オランダ王国の４つの国

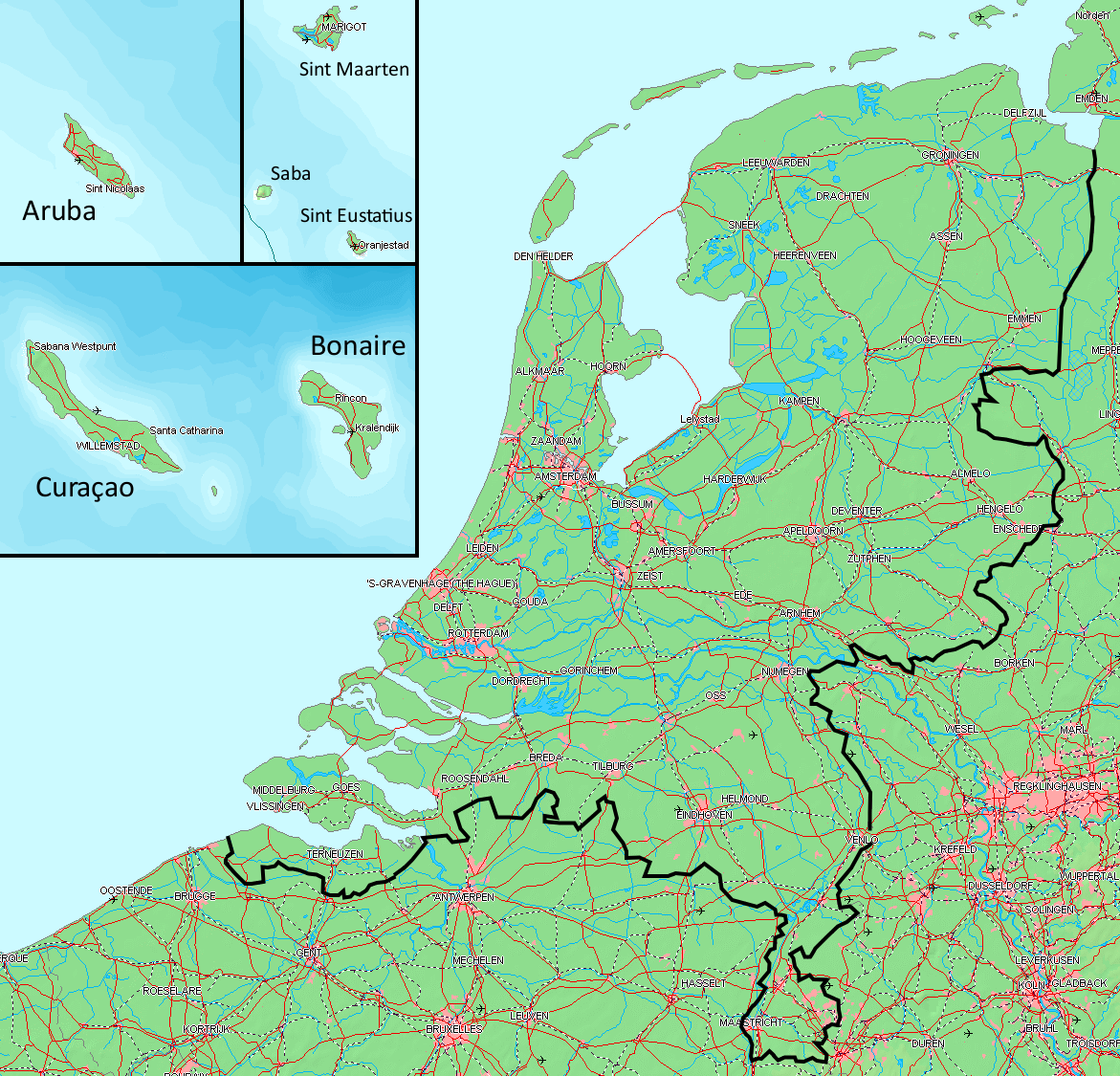
オランダ王国の地図。全ての領土は同縮尺で示されている。

オランダ王国は現在互いに対等な立場で王国を形成している4つの国によって構成されている。
| 国                           | 人口 （2010年1月1日） | 王国人口における割合 | 面積 (km2) | 王国面積における割合 | 人口密度 (毎km2) | 情報源  |
| ---------------------------- | --------------------- | -------------------- | ---------- | -------------------- | ---------------- | ------- |
| アルバ                       | 112,309               | 0.63%                | 180        | 0.42%                | 624              | [ i ]   |
| キュラソー                   | 158,665               | 0.89%                | 444        | 1.04%                | 358              | [ ii ]  |
| オランダ                     | 17,424,978            | 98.24%               | 41,873     | 98.45%               | 516              |         |
| — ヨーロッパ・オランダ       | 17,399,821            | 98.10%               | 41,545     | 97.68%               | 521              | [ iii ] |
| — ボネール島                 | 201,040               | 0.11%                | 288        | 0.69%                | 69               | [ ii ]  |
| — サバ島                     | 1,915                 | 0.01%                | 13         | 0.03%                | 148              | [ ii ]  |
| — シント・ユースタティウス島 | 3,168                 | 0.02%                | 21         | 0.05%                | 150              | [ ii ]  |
| シント・マールテン           | 41,486                | 0.23%                | 34         | 0.08%                | 1,221            | [ ii ]  |
| オランダ王国                 | 17,737,438            | 100.00%              | 42,525     | 100.00%              | 515              |         |
| 1. 2. 3.                     |                       |                      |            |                      |                  |         |
| Notes 1.                     |                       |                      |            |                      |                  |         |

### アルバ
アルバは中央集権化された単一国家である。政府は、君主の代理である総督、首相を長とする閣僚会議によって構成されている。議会は一院制のアルバ議会である。現在のアルバ総督はフレディス・レフンニョル、現在の首相はマイクアリソン・エマリンケルンである。通貨はアルバ・フロリンが使用されている。

### キュラソー
キュラソーは中央集権化された単一国家であり、アルバと同様の統治形態である。通貨はカリブ・ギルダーが使用されている。

### オランダ
オランダは議会制民主主義の単一国家である。政府は君主および首相を長とする閣僚会議によって構成されている。議会は第一院（上院）および第二院（下院）によって構成されるスターテン・ヘネラールである。オランダは12の州（ドレンテ州、フレヴォラント州、フリースラント州、ヘルダーラント州、フローニンゲン州、リンブルフ州、北ブラバント州、北ホラント州、オーファーアイセル州、ユトレヒト州、ゼーラント州、南ホラント州）に分かれている。州はさらに443の基礎自治体ヘメーンテ（Gemeente）に分割されている。現在のオランダ首相はマルク・ルッテである。通貨はユーロを導入している。例外は特別自治体のBES諸島で、オランダ領アンティルギルダーを使用していたが2011年に米ドルを導入した。

#### ボネール島、シント・ユースタティウス島、サバ島
ボネール島、シント・ユースタティウス島、サバ島特別自治体（BES諸島）はオランダ本土の一部であり、州には組込まれていない。BES諸島はほとんどの場合において通常のオランダの基礎自治体と似ており（自治体の長、議員、議会など）、ほとんどのオランダの法律の対象となる。これらの3つの島の住民はオランダの国政選挙や欧州選挙に投票することができる。しかしながら、これらの島にはいくつか例外が存在する。例えば、社会保険はオランダと同等のレベルでは提供されていない。2008年11月、これらの島では通貨として米ドルを導入することが決定され、2011年1月1日から導入された。オランダは本土とBES諸島との間のキャッシュフローに関して為替相場変動リスクを負うこととなった。

### シント・マールテン島
シント・マールテンは中央集権化された単一国家であり、アルバと同様に統治機構を有している。通貨はキュラソーと同様にカリブ・ギルダーが使用されている。

## 制度

### 憲章および憲法
オランダ憲法、アルバ憲法、キュラソー憲法、シント・マールテン憲法はそれぞれの国の統治を定めるが、オランダ王国憲章がこれらの憲法より優位にある。オランダ憲法は憲章で言及されている王国の制度を制定、制限する。これらの制度に関する憲章中の条項は付加的であり、憲章に明記されているアルバ、キュラソー、シント・マールテンに直接的に影響する王国の事項に関してのみ適用される。王国の事柄がアルバ、キュラソー、シント・マールテンに影響しない場合は、オランダ憲法で定められた条項に従って対処する。これらの場合、オランダはオランダ憲法に従って、オランダ王国という立場で単独で行動する。その他の3カ国は、自国のみに関連し本土オランダとは関連しない王国の事柄に関して、オランダ同様に行動することはできない。これらの場合、憲章の条項が優先される。
オランダ王国憲章の改正は、全ての国が合意した時のみ可能である。

### 政府
王および彼の大臣は王国政府を形成する。憲章の第7条によれば、オランダ王国閣僚会議は、オランダ閣僚会議とそれを補完するアルバの全権公使、キュラソー島の全権公使、シント・マールテン島の全権公使によって構成される。オランダ首相は王国閣僚会議の議長を務める。
2007年12月、王国関係のための代理評議会が設立された。この評議会は王国閣僚会議の会合のための準備を行う。このような評議会の設立は、王国国策会議によって長年主張されてきた。
政府および王国閣僚会議は君主制それ自身と共に、憲章の第五条において、これらの関してはオランダ王国憲法によって主に制限されオランダ王国憲章は定めない、と記されている。しかしながら、オランダ本土および王国全域においてこれらの制度が有する2つの役割は司法上分離している。
王国レベルにおいて2つの法律文書が存在する: 王国法 (オランダ語: Rijkswet) および王国枢密院令 (オランダ語: Algemene maatregel van Rijksbestuur)。王国法の例は「オランダ市民権に関する王国法 (オランダ語: Rijkswet op het Nederlanderschap)」である。
オランダ国王あるいは女王は王国の元首である。アルバ、キュラソー、シント・マールテンでは総督が国王を代理する。
オランダは選挙によって選ばれた議会を持った初めての主権国家の一つである。

### 立法府
王国の立法府はオランダの議会（スターテン・ヘネラール）と政府によって構成されている。憲章の第十四、十六、十七条では、アルバ、キュラソー、シント・マールテン議会へのいくらかの関与が記されている。

### 国策会議
憲章の第十三条は、王国国策会議の設置が明記されている。国策会議は憲法で規定されるが、憲章はアルバ、キュラソー、シント・マールテンの要請によって、これらの島々のそれぞれのメンバーを国策会議に含むことができることを示唆している。アルバは現在この権利を行使している。常にこの権利が行使される訳ではなく、オランダ領アンティルは1987年まで、アルバは2000年までこのメンバーではなかった。シント・マールテン初の国策会議メンバーは元副総督のDennis Richardsonとなるであろう。

## 司法
オランダ最高裁判所（Hoge Raad der Nederlanden）は、オランダ領アンティルおよびアルバの廃棄法令により、王国の最高裁判所である。この法令の基礎は憲章の第二十三条である。第二十三条第二項では、王国の海外国が要求した場合は、その国からの追加の法廷メンバーのための王国法を制定しなければならないと明記されている。今まで、アルバ、キュラソー、シント・マールテンはいずれもこの権利を行使したことはない。
憲章第三十九条によれば、「民法および商法、民事訴訟法、刑法、刑事訴訟法、著作権、産業財産権法、公証人役場、計量に関する規定は、オランダ、アルバ、キュラソー、シント・マールテンにおいて出来得る限り同じように規制されなければならない」とされている。また、憲章では、これらの事項に関する現行法の大幅な修正が提案される時はその他の構成国の政府が見解を表明する機会を得るまでは代議員会に提出あるいは審議してはならない、と規定されている。

### 構成国間および構成国と王国間の調停
構成国と王国との間で対立した場合に備えて、憲章第十二条では行政による調停手続きを規定している。これは、しばしば王国の民主主義の欠陥と考えられており、2010年10月10日に発効する憲章修正の採択につながった。新しい第十二a条では、行政による調停手続きに加えて、「王国法により、王国法で明記された王国と構成国間の特定の対立の調停のために法令が制定されなければならない」と明記された。また、アルバの特別代表Evelyna Wever-CroesとJ. E. Thijsenによって修正が行われた。オリジナルの条文は「王国法により —— 法令を制定することができる」となっていた。

## 王国の政務
憲章第三条では王国が担う政務が明記されている。
- 王国の独立および防衛の維持
- 外交関係
- オランダ国籍
- 騎士団、王国旗、国章の規定
- 船舶の国籍および帆船を除く王国旗を掲げた航洋船の安全と航海に必要な国王旗
- オランダ国民のオランダ国籍の取得および放棄を規定する一般規則の監督
- 外国人の国籍取得および放棄に関する一般条件
- 身柄引渡

第四十三条(2)では追加の王国の政務が一つ明記されている。
- 基本的人権および自由、法的確実性、良い統治の保護

第三条第二項では、「その他の事項は協議によって王国の政務となる可能性がある」と明記されている。
これらの王国の政務はアルバあるいはオランダ領アンティルに影響するとしても王国政府のみが担当する。憲章第十四条第三項は、その他の場合におけるオランダによる王国の政務の扱いを予測している。
第三十八条に基づいて、王国内の国は前述の王国の政務の範囲外で王国法の制定を決定することができる。このような法令は、アルバおよびオランダ領アンティル議会の合意が必要なため、合意王国法と呼ばれる。

### 外交
王国は、国際条約および合意について交渉し決定する。アルバ、キュラソー、シント・マールテンに直接影響しないものは王国憲法の規定により（つまりオランダ単独）扱われる。憲章第二十四条は、国際条約あるいは協定がアルバ、キュラソー、シント・マールテンに影響する時はその条約あるいは協定はアルバ、キュラソー、シント・マールテンの代議員会に提出されなければならないと明記している。第二十四条ではさらに、そのような条約あるいは協定がオランダ議会の黙示的承認のために提出される時は、全権大使は議会での明示的承認を表明するよう希望を伝えることができる、と明記している。
憲章第二十五条は、アルバ、キュラソー、シント・マールテンに国際条約あるいは協定から脱退する機会を与えている。この場合、この条約あるいは協定はアルバ、キュラソー、あるいはシント・マールテンに対して適用されないことを明記しなければならない。
第二十六条は、アルバ、キュラソー、シント・マールテンが、関係している構成国単独に適用される国際経済あるいは金融協定の締結に対して希望を伝える時、王国と構成国のつながりと矛盾する場合を除き、王国の政府はそのような協定の締結を助けなければならない、と明記している。
第二十七条は、アルバ、キュラソー、シント・マールテンに影響する条約あるいは協定の作成においてこれらの国の関与を明記しており、第二十八条は、アルバ、キュラソーあるいはシント・マールテンは、彼らが望めば、国際機関に加盟することができる、と明記している。
オランダ王国は北大西洋条約機構 (NATO)、経済協力開発機構 (OECD)、世界貿易機関 (WTO) の創立メンバーでもある。

## 憲法的な性格
ほとんどの学者はオランダ王国の立憲的取り決めを国家組織の従来のモデルの一つに分類することは困難であることに合意しており、王国はスイ・ジェネリス（Sui generis、独自の）形態であると考えている。その代わりに、王国は連邦国家、国家連合、非対称的連邦制、権限を移譲された単一国家の特徴を有しているとされる。
王国の連邦的特徴としては、憲章における王国政務の描写、憲章における王国の構成部分の列挙、憲章が構成国の法律を王国の法律に対して下位に置いていること、憲章における王国機構の制定、王国が自身の立法文書（王国法ならびに枢密院令）を有することが挙げられる。王国の国家連合的特徴としては、憲章が構成国間の合意によってのみ改正できることが挙げられる：ほとんどの普通の連邦国家では、連邦機関自身が憲法を改正することができる。
多かれ少なかれ非対称的連邦制を示す特徴としては、王国の組織の機能は憲章に明記されていない場合はオランダ憲法によって管理されることが挙げられる。憲章は王国法の制定手続についても明示していない：憲章の第十五条から第二十二条に規定された追加および修正条項によってオランダ憲法の第八十一から八十八条は王国法に対しても適用される。強制的にカリブ海の構成国が参加が必要な唯一の王国機関は王国閣僚会議である。最高裁判所および王国国策会議は共にカリブ海の構成国が求めた時のみこれらの国をメンバーに含み、カリブ海の構成国は王国の立法府への参加をほとんど完全に排除されている。しかしながら、これらの国は王国法の起草に参加でき、特命全権公使は議会の前で王国政府が提出した王国法に反対することができる。さらに、憲章第十五条によれば、特命全権公使は王国議会に王国法の起草を要求できる。
最後に、重要なこととして、憲章第十四条によれば、オランダは王国の政務がアルバ、キュラソーあるいはシント・マールテンに影響しない場合はこの政務を自身で処理することができる。アルバ、キュラソー、シント・マールテンはこの権利を持たない。
権限を移譲された単一国家を示す特徴は、憲章第五十条によると、カリブ海の構成国の法的措置あるいは行政措置が王国憲章、国際協定、王国法、枢密院令と矛盾した場合や他の王国政務を制限する場合は、王国政府がその措置を無効にすることができることである。
王国の憲法構造は憲法学者C. Bormanによって以下のように要約されている。
a voluntary association of autonomous countries in a sovereign Kingdom that is placed above them, in which the institutions of the Kingdom largely coincide with the institutions of the largest country, in which on the level of the Kingdom only a few affairs are governed, and in which from the level of the Kingdom a limited influence can be exerted on the smaller countries.—C. Borman
憲法学者C. A. J. M. Kortmannは「連邦制の特徴を有する国の連合だが、独自の形態である」と述べている Belinfante and De Reede do speak about a "federal association" without any reservations.。

### 比較
sui jurisな憲法的な性格であるにもかかわらず、同様の性質を持つ国もいくつか存在する。特に、デンマーク王国はデンマーク、グリーンランド、フェロー諸島で構成され（デンマーク王国共同体を参照）、ニュージーランド王国はニュージーランド、クック諸島、ニウエ、トケラウ、ロス海属領で構成される。これらの比較は正確ではない: 例えば、ニュージーランド女王を除いては、ニュージーランド、クック諸島、ニウエは憲法的構造を共有していない。
複数の領土を有する国家は他にもあるが、はっきりと異なっている。連合王国（イギリス）とその海外領土、あるいはアメリカ合衆国とその海外領土のように一部の国家は、海外領土を国家の一体部分とは見做していない。オーストラリア連邦といったその他の国家では、海外領土を一体要素として扱ってはいないが、国家と同等の単一の国家/国籍レベルを有している。

## 欧州連合との関係
オランダ王国は欧州連合 (EU) の創立メンバーである。当初、スリナムとオランダ領アンティルはローマ条約付帯議定書の規定により明確に欧州経済共同体から除外されていたが、1962年9月1日にオランダ王国の批准文書を補完する附則によって欧州共同体内の海外国 (OCT) としてのスリナムの地位が確立された。オランダ領アンティルの海外国ならびに海外領土 (OCT) としての地位を獲得するオランダ領アンティルと欧州経済共同体との連合に関する協定は1964年10月1日に発効した。
現在は本土オランダの一部であるBES諸島を含むカリブ海の全ての島は、欧州連合のOCTである。市民権は王国政務であり、ゆえに王国内の4つの国は区別されないため、これら四カ国の市民は欧州連合の市民でもある。

## オランダ領アンティルの憲法改正
2004年、共同委員会はオランダ領アンティルの大改革を提案した。2006年10月11日および11月2日、オランダ政府とそれぞれの島との間で合意が交わされ、2008年12月15日までに施行することとなった。この改革は2010年10月10日に実施された。これらの改革の下、オランダ領アンティルは解体され、キュラソーおよびシント・マールテンはオランダ王国の構成国となり1986年にオランダ領アンティルを離脱したアルバと同じ地位を得た。
BES諸島（ボネール島、サバ島、シント・ユースタティウス島）は、自身もオランダ王国の主要な構成国の一つであるオランダの一部分となった。特別自治体として、これらの島はオランダ王国憲法の下「公共団体」(オランダ語: openbare lichamen) として構成されている。これらの自治体はほとんどの点においてオランダの普通の自治体と類似しており（例えば、首長、議員、議会を有する）、ほとんどのオランダの法律が適用される。経過措置として、オランダの法制度内で機能するのに必要と考えられるオランダの法律のみ導入され、オランダ領アンティルのほとんどの法律がBES諸島がオランダに組み入れられた2010年10月10日後も効力のあるままとなっている。それ以後、オランダ領アンティルの法律はオランダの法律に徐々に置き換えられていく見通しである。にもかかわらず、一部の例外は残ると考えられている。例えば社会保障はヨーロッパオランダとは同じレベルでは提供されず、ユーロが導入されるかも不確かである。
特別自治領は、オランダ議会の投票権を有するため、オランダによる王国政務において代表権を有すると考えられている。現在のオランダの選挙法は、上院は州ごとに選出されると規定されている。しかしながら、BES諸島は現在どの州の一部でもないため、どのように上院議員を選出するかについて不確かなままである。オランダ政府はBES諸島の住民が上院議員を選出できるようになることを保障しており、これに関するオプションを検討している。
オランダはBES諸島がEU法の適用を受ける欧州連合の外部に存在する地域 (OMR) の地位を得ることに関する調査を行うことを提案している。この調査は、BES諸島がOMRの地位の下でどのようにやっていくかについても検討する。

## オランダとオランダ王国間の差異
オランダ王国外では、「オランダ」はオランダ王国を表すのに使用されている。例えば国際連合では、オランダ王国は国連総会では英語で「Netherlands」と呼ばれるが、公式な国連の文書では「Netherlands」の代わりに「Kingdom of the Netherlands」が使用される。国際条約においても、「オランダ王国」は「オランダ」としばしば短縮される。通常使用されるオランダ語の名称は「Nederland」で単数形であるが、公式なオランダ語の名称は「Koninkrijk der Nederlanden」で複数形である。しかしながら、オランダの慣例では、「オランダ王国」は「オランダ」ではなく「王国」と短縮される。これは、憲章で定められた王国と王国の主要な構成国であるオランダとを混同するためである。オランダ王国憲章でも、「オランダ王国」は「オランダ」ではなく「王国」と短縮されている。
オランダ王国を「オランダ」と呼ぶことが混乱を生ずることは別として、「オランダ」という用語を使用することに関連する不快な感情を抑えるためにも「王国」という用語は使用される。王国全体を指して「オランダ」と呼ぶことは、アルバ、キュラソー、シント・マールテンがヨーロッパに位置するオランダと平等ではないこと、王国に関する事柄に関してこれら3カ国の発言権がなくヨーロッパオランダに従属していることを暗示する。これらの島の王国政務における影響は限定されているが、確かに存在する。

## 地理

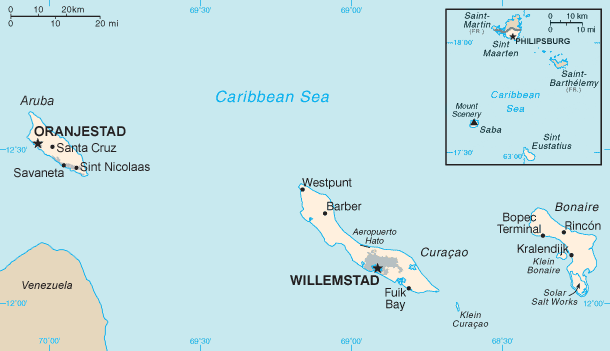
オランダ領カリブ諸島の地図

オランダ王国の領土は42,519平方キロメートル (16,417 sq mi)である。オランダ王国はベルギー、ドイツ（どちらもオランダと）、フランス（シント・マールテンと）と国境を接している。オランダの約4分の1は海抜0メートルを下回り、ほとんどの土地は干拓によって拡げられてきた。洪水から土地を守るために堤防が築かれている。以前は、オランダの最高地点はリンブルフ州のファールス山（Vaalserberg）における322.5メートルであったが、2010年10月10日の憲法改正によってサバ島がオランダの特別自治体となったため、サバ島に存在するシーナリー山（877メートル）が最高地点となった。
王国のカリブ海地域は異なる地理的起源を持つ2つの領域から構成される。ウィンドワード諸島（サバ島、シント・ユースタティウス島、シント・マールテン島）は火山島であり、山がちで農業に適した土地がほとんど残っていない。リーワード諸島（アルバ、ボネール島、キュラソー島）は火山起源およびサンゴ礁起源が混ざっている。
カリブ海の島々は熱帯気候であり、一年中温暖である。ウィンドワード諸島は夏季はハリケーンに襲われる。オランダのヨーロッパ地域は穏やかな海洋性気候であり、夏は涼しく冬は暖かい。